# Aiyana Whitney
Aiyana Tremayne Abukusumo-Whitney (New York, 6 aprile 1993) è una pallavolista statunitense di origine portoricana.
Gioca nel ruolo di schiacciatrice e opposto.

## Carriera
La carriera di Aiyana Whitney inizia a livello scolastico, giocando con la Northern Valley Regional High School. Al termine delle scuole superiori entra a far parte della squadra di pallavolo femminile della Penn State per la NCAA Division I 2011: dopo aver saltato l'edizione successiva, si aggiudica due volte consecutive il titolo NCAA, ottenendo anche alcuni riconoscimenti individuali, terminando la propria carriera universitaria nel 2015.
Appena conclusa l'università, firma il suo primo contratto professionistico e partecipa alla Liga de Voleibol Superior Femenino 2016 in Porto Rico con le Leonas de Ponce, classificandosi al terzo posto; partecipa al torneo come giocatrice locale grazie alle origini portoricane della sua famiglia. Nella stagione 2016-17 approda invece in Germania, ingaggiata dal MTV Stoccarda, club della 1. Bundesliga col quale si aggiudica la Supercoppa tedesca, venendo eletta MVP della manifestazione, e la Coppa di Germania; nel 2017 fa il suo esordio nella nazionale statunitense con cui vince la medaglia di bronzo alla Grand Champions Cup. Nella stagione seguente gioca nella Volleyball Super League cinese con lo Yunnan; con la nazionale vince la medaglia d'oro alla Coppa panamericana 2018.
Nel campionato 2018-19 approda nella Serie A1 italiana, difendendo i colori del Filottrano.

## Palmarès

### Club
- NCAA Division I: 2

2013, 2014
- Coppa di Germania: 1

2016-17
- Supercoppa tedesca: 1

2016

### Nazionale (competizioni minori)
- Coppa panamericana 2018

### Premi individuali
- 2014 - All-America Second Team
- 2014 - NCAA Division I: Louisville Regional All-Tournament Team
- 2015 - All-America Second Team
- 2016 - Supercoppa tedesca: MVP